# Kino Svět (Louny)

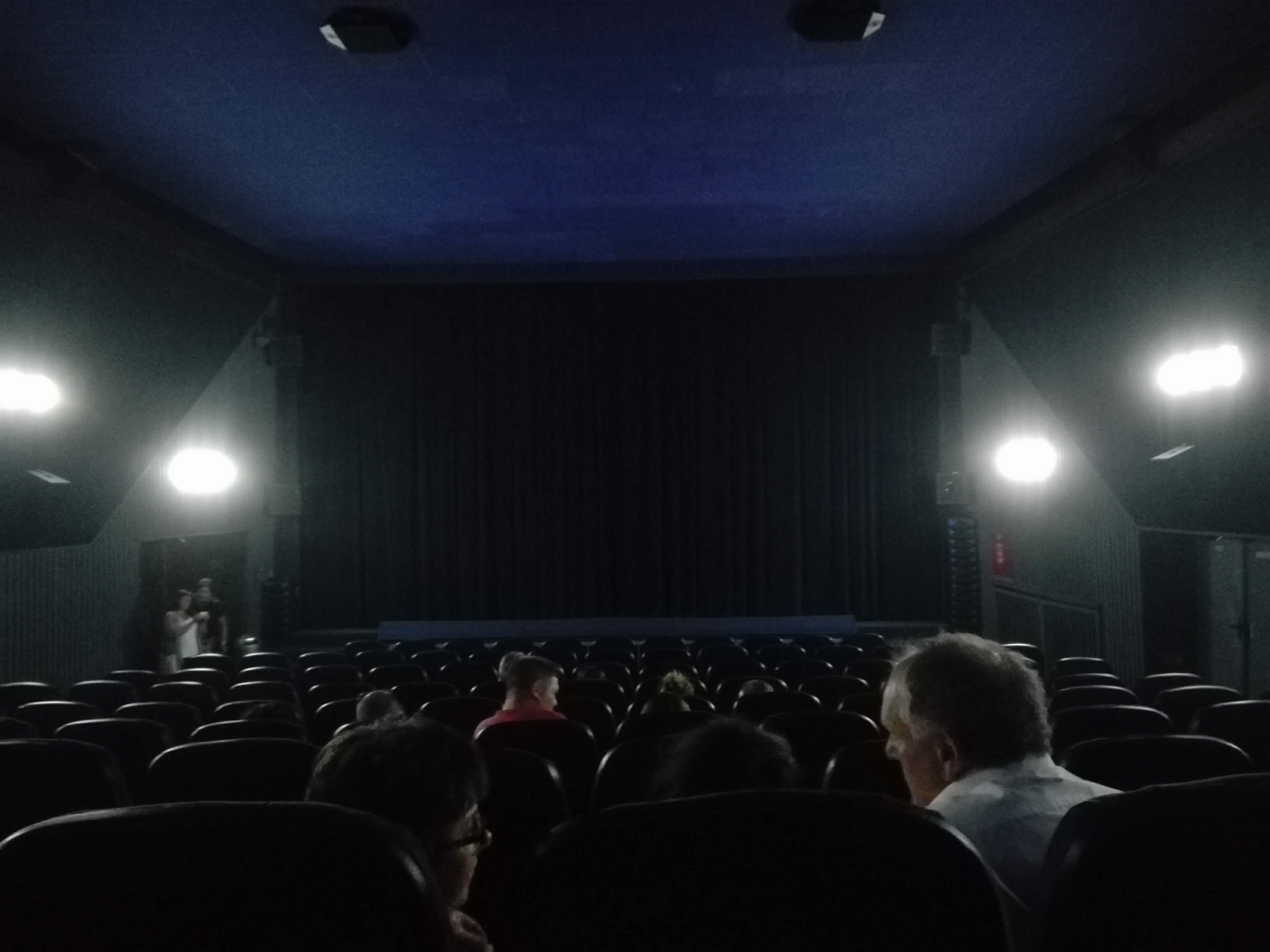
Interiér kina

Kino Svět je jednosálové kino v Lounech, které je součástí komplexu Černý kůň s kavárnou a restaurací. Nachází se v ulici Beneše z Loun.

## Historie

### Po roce 1989
Po roce 1989 se stala provozovatelem kina společnost Servis Hamas a kino bylo postupně rekonstruováno. Veškerý zisk provozovatel dle svého vyjádření investoval do rozvoje budovy a vybavení kina, na provoz od roku 1989 každoročně pobírá dotaci města. Až do roku 2009 promítalo ve formátu 35 mm, se zvukem Dolby Surround 5.1. Filmové novinky se do kina dostávaly většinou až po odehrání filmů v multiplexech, často až po třech měsících od premiéry. Tou dobou přitom už některé z filmů vycházely na VHS nebo DVD.

### Po roce 2009
V roce 2009, konkrétně 19. února, došlo k digitalizaci kina, kdy byl nainstlován kinoserver Qube, projektor Christie ZX 2000 a audio procesor Dolly Digital 650 s 7.1 kanálovým zvukem. Vyměněny byly také sedačky z původních předlistopadových na široké a pohodlné. Investice vyšla na 5 milionů Kč, z toho 4,2 milionu Kč poskytlo město formou půjčky. Kino tehdy nabídlo špičkovou kvalitu a i v rámci podobných kin Česka bylo velmi navštěvované. Návštěvnost místních doplňuje od té doby i hojná návštěva diváků z okolních měst. Slavnostního premiérového promítání v digitální kvalitě se zúčastnili představitelé města a další hosté včetně Louňana Jana Jíry, který například založil pražské kino Evald, nebo herce Jana Antonína Duchoslava. Promítal se Týdeník, krátké ukázky digitálních filmů, Strašidelný zámek 3D a nakonec film Sněženky a machři po 25 letech.
Od roku 2009 kino udržuje vysoký standard promítací techniky a umožňuje velmi vysokou kvalitu projekcí převyšující okolní města.  Díky tomu kino patří mězi nejmodernější evropská kina a mohlo tak i začít vysílat hollywoodské novinky přímo ve dnech jejich premiér, v případě celosvětových premiér dokonce kvůli časovému posunu o den dříve. Kromě toho se s digitalizací zvýšil počet představení, které bylo možno odpromítat v jednom dni, nebo například přibyla možnost promítat živé přenosy, nebo promítat ve 3D. Tato významná změna techniky vedla k naprosté změně provozu kina a ke zdvoj- až ztrojnásobení počtu diváků. Zatímco v letech 2005 až 2008 bylo 800 až 900 představení ročně, na které přišlo 14,5 až 19 tisíc diváků, po digitalizaci se tento počet zvýšil mezi lety 2009 a 2014 na průměrných cca 1200 představení ročně s návštěvností 30 až 53,5 tisíc diváků. Pro město se tak kino stalo pýchou.
V srpnu 2013 firma Barco instalovala v kině prostorový zvuk Auro 3D 11.1. Kino Louny tak disponovalo touto technikou jako první ve střední a východní Evropě. V listopadu roku 2018 došlo po 30 tisících hodinách provozu k poruše projektoru, jehož oprava už nebyla pro kino rentabilní. Ke konci roku tak došlo k instalaci nového 2K projektoru Barco DP2K-15C s integrovaným kinoserverem Barco Alchemy ICMP. To umožnilo i změnit původní 3D zvukový systém Auro 11.1 a nainstalovat místo něj 26.1.2 systém Auromax podporující nejmodernější a standardizovaný formát SMPTE 2098-2. Přitom zůstala kompatibilita s Auro nebo Atmos. K tomu došlo v únoru 2019. Celkový instalovaný zvukový výkon potom byl 40.000 W ve dvaceti devíti samostatných kanálech. Ještě v roce 2021 bylo kino Svět jediným kinem v Česku vybaveným tímto zvukovým systémem. Od února 2020 promítá kino vybrané filmy ve 4K díky výměně projektoru.
Ve 20. letech 21. století promítalo kino dvakrát až šestkrát denně, sedm dní v týdnu a jednou týdně poskytovalo v rámci filmového klubu promítání filmů pro náročnější diváky. Ročně promítalo kolem 1500 jednotlivých představení kromě covidového roku 2020, kdy muselo být na část roku uzavřeno a stihlo odvysílat asi polovinu.